# Bill Withers
William Harrison Withers, Jr. (Slab Fork, 4 de julho de 1938 — Los Angeles, 30 de março de 2020) conhecido pelo seu nome artístico Bill Withers, foi um cantor e compositor norte-americano de blues e soul que atuou e gravou de 1970 a 1985. Gravou vários sucessos importantes, incluindo "Lean on Me", "Ain't No Sunshine", "Use Me", "Just the Two of Us", "Lovely Day" e "Grandma's Hands". Withers ganhou três Grammy Awards e foi indicado para mais quatro. Sua vida foi o tema do documentário Still Bill, de 2009. Ele foi introduzido no Rock and Roll Hall of Fame em 2015.

## Juventude e carreira
Withers é o caçula de seis irmãos na pequena cidade de mineração de carvão de Slab Fork, Virgínia Ocidental. Withers tinha treze anos de idade quando seu pai morreu. Gago, foi criado por sua vó em grande parte da infância. Ele se alistou a Marinha dos Estados Unidos aos dezoito anos e atuou por nove anos, período em que ele ficou interessado em cantar e escrever músicas. Dispensado da Marinha em 1965, mudou-se para Los Angeles em 1967 para tentar uma carreira musical. Só alcançou o objetivo quatro anos depois, quando lançou seu primeiro disco, Just as I Am, que inclui hits como "Grandma's Hands" e "Ain't No Sunshine". Lançou mais seis álbuns em sete anos e afastou-se dos palcos, continuando a atuar como compositor.
As suas canções foram interpretadas por artistas como Michael Jackson, Aretha Franklin, Barbra Streisand, Diana Ross, Tom Jones, Paul McCartney, Sting e Mick Jagger e apareceram no cinema e na TV, sendo trilha de filmes como Beleza americana, O guarda-costas e Jerry Maguire, entre outros. Em 2015, foi incluído no Rock and Roll Hall of Fame.

## Morte
Withers morreu no dia 30 de março de 2020 devido a problemas cardíacos, aos 81 anos. Ele deixou sua mulher, Marcia, e dois filhos, Todd e Kori.

## Álbuns
- 1971: Just as I Am (Sussex)
- 1972: Still Bill (Sussex)
- 1973: Live at Carnegie Hall (Sussex)
- 1974: +'Justments (Sussex)
- 1975: The Best of Bill Withers (Sussex)
- 1975: Making Music — (Columbia)
- 1976: Naked & Warm (Columbia)
- 1978: Menagerie (Columbia)
- 1979: Bout Love (Columbia)
- 1981: Bill Withers' Greatest Hits (Columbia)
- 1985: Watching You, Watching Me (Columbia)
- 1998: The Best of Bill Withers — lovely day (Sony Music Entertainment)
- 2005: Lovely Day: The Very Best of Bill Withers (Legacy)
- 2007: Best of (2007)